# قائمة برمجيات بروتوكول نقل ملفات خادم

## ذات واجهة مستخدم رسومية
| الأسم               | الرخصة        | المنصة     | تفاصيل |
| ------------------- | ------------- | ---------- | --- |
| ALFTP               | إمتلاكي مجاني | ويندوز فقط | خادوم شخصي ببروتوكول نقل الملفات |
| Cerberus FTP Server | مُحتكرة        | ويندوز فقط | بروتوكول نقل الملفات, إف تي بي إس، SFTP, بروتوكول نقل النص التشعبي الآمن web client, آي بي في6, سواب-based خدمة ويب API, Windows أكتيف ديريكتوري / إل‌داب authentication, بروتوكول نقل النص الفائق / بروتوكول نقل النص التشعبي الآمن remote administration, public key and client certificate authentication |
| كور اف تي بي        | مجاني         |            | بروتوكول نقل الملفات, إف تي بي إس، SFTP |
| أكمل                |               |            | |

## واجهة تحكم مبني على الطرفية
(بالإنجليزية: Console/terminal-based)‏
| أسم             | FOSS        | منصة                                              | تفاصيل |
| --------------- | ----------- | ------------------------------------------------- | --- |
| CrushFTP Server | لا, إمتلاكي | ماك أو أس إكس، ويندوز، لينكس، *BSD, Solaris، إلخ. | بروتوكول نقل الملفات, إف تي بي إس، SFTP, SCP, بروتوكول نقل النص الفائق, بروتوكول نقل النص التشعبي الآمن، WebDAV and WebDAV over SSL, AS2, AS3, Plugin API, Windows أكتيف ديريكتوري / إل‌داب authentication, إس كيو إل authentication, GUI remote administration, Events / Alerts, Protocol Conversion (incoming FTP/FTPS/SFTP/HTTP/HTTPS protocols converted to a back end FTP/SFTP server.), SSH Tunneling, HTTP(S) Tunneling, CrushTask, Headless (A separate GUI machine can connect and control the server, or you can edit XML files directly.) |
| أكمل            |             |                                                   | |

## مكتبات
| أسم       | رخصة          | لغة   | منصة        | تفاصيل |
| --------- | ------------- | ----- | ----------- | --- |
| pyftpdlib | رخصة إم إي تي | بيثون | منصة مستقلة | مكتبة محمولة على مستوى عال تستخدم لسهولة الإرسال ببروتوكول نقل الملفات (FTP) الغير متزامن (asynchronous) خادوم (Server) مع بيثون، وهو حاليا الأكثر اكتمالا للقيام بتنفيذ بروتوكول نقل الملفات خادم المتاح لبيثون (RFC - 959). |

## ملخص
|                |                          | ALFTP   | Cerberus | Complete | CrushFTP | فايلزيلا                                   | IIS     | Multi Server | ProFTPD                                    | SFTPPlus | WS FTP  | Pure-FTPd             | vsftpd                                     | Wu-ftp  |
| -------------- | ------------------------ | ------- | -------- | -------- | -------- | ------------------------------------------ | ------- | ------------ | ------------------------------------------ | -------- | ------- | --------------------- | ------------------------------------------ | ------- |
|                | نوع الرخصة               | إمتلاكي | إمتلاكي  | إمتلاكي  | إمتلاكي  | برمجية حرة مفتوحة المصدر/رخصة جنو العمومية | إمتلاكي | إمتلاكي      | برمجية حرة مفتوحة المصدر/رخصة جنو العمومية | إمتلاكي  | إمتلاكي | توزيعة برمجيات بيركلي | برمجية حرة مفتوحة المصدر/رخصة جنو العمومية | إمتلاكي |
| نظام التشغيل   | لينكس                    | لا      | لا       | لا       | نعم      | لا                                         | لا      | نعم          | نعم                                        | نعم      | لا      | نعم                   | نعم                                        | نعم     |
| نظام التشغيل   | ماك أو أس إكس            | لا      | لا       | لا       | نعم      | لا                                         | لا      | لا           | نعم                                        | نعم      | لا      | نعم                   | نعم                                        | نعم     |
| نظام التشغيل   | يونكس                    | لا      | لا       | ?        | نعم      | لا                                         | لا      | لا           | نعم                                        | نعم      | لا      | نعم                   | نعم                                        | نعم     |
| نظام التشغيل   | IBM i/OS                 | لا      | لا       | ?        | نعم      | لا                                         | لا      | لا           | لا                                         | لا       | لا      | ?                     | ?                                          | ?       |
| نظام التشغيل   | ويندوز                   | نعم     | نعم      | نعم      | نعم      | نعم                                        | نعم     | نعم          | لا                                         | نعم      | نعم     | ?                     | ?                                          | ?       |
| واجهة المستخدم | CLI                      | ?       | ?        | ?        | نعم      | ?                                          | ?       | ?            | نعم                                        | نعم      | ?       | ?                     | ?                                          | ?       |
| واجهة المستخدم | GUI integrated           | ?       | نعم      | ?        | نعم      | نعم                                        | نعم     | ?            | لا                                         | نعم      | نعم     | ?                     | ?                                          | ?       |
| واجهة المستخدم | GUI(s) separately        | ?       | نعم      | ?        | نعم      | ?                                          | ?       | ?            | نعم                                        | نعم      | ?       | ?                     | ?                                          | ?       |
| واجهة المستخدم | Web-based GUI            | ?       | نعم      | نعم      | نعم      | لا                                         | لا      | ?            | ?                                          | ?        | ?       | ?                     | ?                                          | ?       |
| خدمات          | بروتوكول نقل الملفات     | نعم     | نعم      | نعم      | نعم      | نعم                                        | نعم     | نعم          | نعم                                        | نعم      | نعم     | نعم                   | نعم                                        | نعم     |
| خدمات          | SFTP                     | نعم     | نعم      | نعم      | نعم      | لا                                         | لا      | نعم          | نعم                                        | نعم      | نعم     | نعم                   | لا                                         | نعم     |
| خدمات          | إف تي بي إس              | ?       | نعم      | نعم      | نعم      | نعم                                        | نعم     | نعم          | نعم                                        | نعم      | نعم     | ?                     | ?                                          | ?       |
| خدمات          | SCP                      | ?       | لا       | نعم      | نعم      | لا                                         | لا      | نعم          | ?                                          | نعم      | نعم     | ?                     | ?                                          | ?       |
| خدمات          | WebDAV                   | ?       | لا       | لا       | نعم      | لا                                         | نعم     | لا           | ?                                          | لا       | لا      | ?                     | ?                                          | ?       |
| خدمات          | بروتوكول نقل النص الفائق | ?       | نعم      | نعم      | نعم      | لا                                         | نعم     | نعم          | ?                                          | نعم      | نعم     | ?                     | ?                                          | ?       |
| خدمات          | AS2                      | لا      | لا       | لا       | نعم      | لا                                         | لا      | لا           | ?                                          | لا       | لا      | ?                     | ?                                          | ?       |
| Authentication | إل‌داب                    | ?       | نعم      | نعم      | نعم      | لا                                         | لا      | لا           | نعم                                        | لا       | نعم     | ?                     | ?                                          | ?       |
| Authentication | أكتيف ديريكتوري          | ?       | نعم      | نعم      | نعم      | لا                                         | نعم     | نعم          | ?                                          | نعم      | نعم     | ?                     | ?                                          | ?       |
| Authentication | Local                    | نعم     | نعم      | نعم      | نعم      | نعم                                        | نعم     | نعم          | نعم                                        | نعم      | نعم     | نعم                   | نعم                                        | نعم     |
| Authentication | قاعدة بيانات             | ?       | لا       | نعم      | نعم      | لا                                         | لا      | نعم          | نعم                                        | نعم      | نعم     | ?                     | ?                                          | ?       |
| متوفرة كثيرا   | تجاوز الإخفاق ‏           | لا      | نعم      | لا       | نعم      | لا                                         | نعم     | لا           | ?                                          | لا       | نعم     | ?                     | ?                                          | ?       |
| متوفرة كثيرا   | موازنة الحمل             | لا      | نعم      | ?        | نعم      | لا                                         | نعم     | ?            | ?                                          | لا       | نعم     | ?                     | ?                                          | ?       |
| Automation     | Event-handling           | ?       | نعم      | نعم      | نعم      | لا                                         | لا      | ?            | نعم                                        | ?        | ?       | ?                     | ?                                          | ?       |
| Automation     | Scripting                | ?       | لا       | نعم      | لا       | لا                                         | لا      | ?            | نعم                                        | ?        | ?       | ?                     | ?                                          | ?       |

## روابط خارجية
- قائمة برمجيات بروتوكول نقل ملفات خادم على مشروع الدليل المفتوح
- ALFTP Features